# باويبلا دي لا راينا
بلدية باويبلا دي لا راينا (بالإسبانية: Puebla de la Reina)‏, هي إحدى بلديات مقاطعة بطليوس, التي تقع في منطقة إكستريمادورا, والتي تقع في غرب إسبانيا.
يبلغ عدد سكانها 907 نسمة وفقاً لإحصائية سنة (2002).